# Siligiïta
La siligiïta és un mineral de la classe dels sulfats.

## Característiques
La siligiïta és un sulfat de fórmula química [Pb(H₂O)₅(SO₄)][Zn₉(OH)₁₈]. Va ser aprovada com a espècie vàlida per l'Associació Mineralògica Internacional en el mes de març de l'any 2024, i va ser publicada a la revista internacional The Canadian Journal of Mineralogy and Petrology per Anthony R. Kampf et al. en el mes de desembre de 2024 amb el títol «New Minerals from the Redmond Mine, North Carolina, USA: IX. Siligiite, a Lead-Zinc Sulfate with a Novel Heteropolyhedral Sheet». Cristal·litza en el sistema monoclínic.
Les mostres que van servir per a determinar l'espècie, el que es coneix com a material tipus, es troben conservades a les col·leccions mineralògiques del Museu d'Història Natural del Comtat de Los Angeles, a Los Angeles (Califòrnia) amb els números de catàleg: 76308 i 76309.

## Formació i jaciments
Va ser descoberta a la mina Redmond, situada a Waterville Lake, dins el comtat de Haywood (Carolina del Nord, Estats Units). Aquest indret és l'únic de tot el planeta on ha estat descrita aquesta espècie mineral.